# Pachymatisma normani
Pachymatisma normani är en svampdjursart som beskrevs av William Johnson Sollas 1888. Pachymatisma normani ingår i släktet Pachymatisma och familjen Geodiidae. Arten är reproducerande i Sverige. Inga underarter finns listade i Catalogue of Life.